# Mordella leucographa
Mordella leucographa es una especie de coleóptero de la familia Mordellidae.

## Distribución geográfica
Habita en Guatemala, Nicaragua y Panamá.